# Internationales Schlagerfestival der Ostseeländer
Das Internationale Schlagerfestival der Ostseeländer (1962–etwa 1970), Schlagerfestival der Ostseestaaten (etwa 1971–1975), Internationales Liederfestival Menschen  und Meer (1976–1989) war ein jährlicher Musikwettbewerb in Rostock. 

## Geschichte

### Internationales Schlagerfestival der Ostseeländer/Ostseestaaten 1962–1975
Ab 13. Juli 1962 wurde erstmals das Internationale Schlagerfestival der Ostseeländer als Teil der jährlichen Ostseewoche veranstaltet.
Es  nahmen je ein Sänger und eine Sängerin aus der DDR, Polen, Finnland, Norwegen, Schweden und Dänemark teil. Die Sieger wurden durch Publikumsabstimmung ermittelt. Dadurch gewannen die beliebten DDR-Sänger Bärbel Wachholz und Fred Frohberg.
Deshalb wurde ab 1963 eine Jury gebildet, die etwas neutraler die Qualität der Musik und der Interpretation bewerten sollte. Darin waren Sachverständige aus allen Ostseeanrainerstaaten vertretern, darunter Kulturverantwortliche, Künstler, Vertreter von Schallplattenfirmen und andere. 1967 gehörten Seymor Österwall, Musikchef der schwedischen Volksparkorganisation, Jorma Weneskowski, finnischer Orchesterleiter und Wilhelm Penndorf, Chefredakteur für Musik bei Radio DDR dazu. 
Daneben gab es weiterhin einen Publikumspreis, der aus einem Bernsteinteller bestand, sowie Sonderpreise der Festivalleitungen der befreundeten Schlagerfestivals von Sopot und Opole in Polen. Es durften nur Titel vorgestellt werden, die nicht älter als ein halbes Jahr waren.
Ab 1965 gab es nur noch einen Wettbewerb für Sänger und Sängerinnen gemeinsam.
Ab 1966 waren die Mehrzahl der vorgestellten Titel Erstaufführungen, die extra für das Festival komponiert worden waren.
Spätestens seit 1971 hieß der Wettbewerb Schlagerfestival der Ostseestaaten. 1975 fand er letztmalig statt, da die Ostseewoche danach eingestellt wurde. Seit 1976 gab es die Rostocker Sommerfesttage.

### Internationales Liederfestival Menschen und Meer 1977–1989
Seit 1977 wurde das Internationale Liederfestival Menschen und Meer durchgeführt. Dieses wurde von der Konzert- und Gastspieldirektion Rostock, dem Ostseestudio des DDR-Fernsehens und der Ferienwelle von Radio DDR  weiterhin an jedem zweiten Juliwochenende in der Sport- und Kongreßhalle Rostock  durchgeführt. 
Seitdem nahmen Sänger und Gruppen aus jeweils 18 bis 20 Ländern teil, darunter aus Irland, Kuba und Libanon.
1982 gab es eine Publikumswertung (am 8. Juli), eine Jurywertung (am 9. Juli) und einen Galaabend mit den Gewinnern (am 10. Juli), wahrscheinlich war es in den anderen Jahren ähnlich. 
1989 wurde das Festival Menschen und Meer zum letzten Mal veranstaltet.

## Preisträger

### Internationales Schlagerfestival der Ostseeländer/Ostseestaaten
- 1962: Bärbel Wachholz, DDR, mit Das kann ich niemals vergessen
- 1962: Fred Frohberg, DDR, mit Am Kai wartest du
- 1963: Jane Swärd, Schweden, mit Jeg savner dig
- 1963: Tadeusz Wozniakowski, Polen, mit Olla-la Mandolina
- 1964: Jette Ziegler, Dänemark, mit Zum Tanzen gehören vier Beine
- 1964: Otto Brandenburg, Dänemark, mit Sangen om dig
- 1965: Wencke Myhre, Norwegen, mit Menn er menn (Männer sind Männer)
- 1966: Regina Thoss, DDR, mit Die erste Nacht am Meer
- 1967: Monika Hauff, DDR, mit Du glaubst mir nicht[3]
- 1968: Benny Borg, Schweden, mit Erinnerst Du Dich an den Frühling
- 1969: Ray Adams, Norwegen, mit Wer wird der Nächste sein
- 1970: Dagmar Frederic und Siegfried Uhlenbrock, DDR, mit Tanz in der Sommernacht
- 1971: Jukka Kuoppamäki, Finnland, mit Pieni Mies (Kleiner Mann)
- 1972: Jukka Kuoppamäki, Finnland, mit Sininen ja valkoinen (Blau und Weiß)
- 1973: Chris Doerk, DDR, mit Keinen Tag
- 1974: Zbigniew Wodecki, Polen, mit Allein wie eine Vogelscheuche
- 1975: Thomas Lück, DDR, mit Kunigunde[4]

### Internationales Liederfestival Menschen und Leute
- 1977: Jan Høiland, Norwegen
- 1978: Monica Aspelund, Finnland
- 1979: Sammy Clark, Libanon
- 1979: Peter Cyon, Niederlande
- 1980: Alicja Majewska, Polen
- 1981: Ami Aspelund, Finnland
- 1982: Maja Catrin Fritsche, DDR
- 1983: Coco York, Niederlande
- 1984: Silvia Kottas, DDR
- 1985: Gene Summer, Belgien
- 1986: Júlia Postásy, Ungarn
- 1987: Imants Vanzovičs, UdSSR (Litauen)
- 1988: Jeffrey Garth, Niederlande
- 1989: Anke Lautenbach, DDR

## Musikaufnahmen
1967 und 1972 wurde je eine Schallplatte mit den Siegertiteln der letzten fünf Jahre bei AMIGA herausgegeben. Darauf waren auch einige Informationen zur Geschichte und den Modalitäten der Festivals angegeben. Spätestens seit 1977 gab es Fernseh- und Rundfunkaufnahmen der Konzerte, die dann auch gesendet wurden.
- 5 Jahre Internationales Schlagerfestival der Ostseeländer, 1967[5][6]

- Schlagerfestival der Ostseestaaten, 1972[7]